# Anthanassa stenotaenia
Anthanassa stenotaenia är en fjärilsart som beskrevs av Johannes Karl Max Röber 1914. Anthanassa stenotaenia ingår i släktet Anthanassa och familjen praktfjärilar. Inga underarter finns listade i Catalogue of Life.